# Arne Mellnäs
Arne Mellnäs (suec: Arne Otto Birger Mellnäs)  (Katarina församling, 30 d'agost de 1933 - Gustav Vasa, 22 de novembre de 2002) va ser un compositor suec.
Arne Mellnäs va començar els seus estudis a l'Acadèmia de Música d'Estocolm el 1953, cosa que va portar a la llicenciatura en docència musical el 1958. Va continuar els estudis de composició a la mateixa escola els anys 1956–1961. Entre els seus professors hi havia Erland von Koch, Lars-Erik Larsson i Karl-Birger Blomdahl i Bo Wallner. L'escola de música de Mellnäs va continuar el 1961–1963 per acabar amb un títol pedagògic musical en teoria de la música. També va estar estudiant de composició amb Boris Blacher a Berlín el 1959, i amb Max Deutsch el 1961 a París i amb György Ligeti a Viena el 1962. Estudis de música electrònica amb Gottfried Michael Koenig a Holanda 1962–1963. Va treballar al "The Tape Music Center" de San Francisco el 1964.
Mellnäs va treballar com a professor d'harmonia a la "Borgarskola d'Estocolm" 1961–1963 i va arribar a l'Acadèmia de Música com a professor el 1963, on també va ser professor d'instrumentació el 1972–1986. President de la secció ISCM sueca 1983-1996. Membre de la junta de FST 1979–1989. Membre de l'Acadèmia de Música de 1984. President de l'ISCM internacional 1996-2002.

## Honors i premis
1981 : menys premi Christ Johnson
1984 - Membre núm. 848 de la Reial Acadèmia de Música
1984 - Beca d'Estocolm de la "Swedish Music Association"
1991 - Premi Rosenberg
1994 - Premi Atterberg
2001 - Gran Premi Christ Johnson per a Labyrinthos per a saxo alt i orquestra.